# Massilia puerhi
Massilia puerhi es una especie de  bacteria gramnegativa del género Massilia. Fue descrita en el año 2021. Su etimología hace referencia al té Pu-erh. Es aerobia y móvil. Tiene un tamaño de 0,7-1 μm de ancho por 1,5-2,5 μm de largo. Forma colonias circulares, adheridas a la superficie del agar y de color amarillo en agar R2A. También crece en agar LB, NA, PYG y TSA. Temperatura de crecimiento entre 4-35 °C, óptima de 27 °C. Catalasa positiva y oxidasa negativa. Tiene un genoma de 5,97 Mpb y un contenido de G+C de 65,4%. Se ha aislado de una bodega de té Pu-erh en Yunnan, China.